# Abdułła Iżajew
Abdułła Machajewicz Iżajew (ros. Абдулла Махаевич Ижаев, ur. 1 stycznia 1920 w aule Uczkułan obecnie w rejonie karaczajewskim w Karaczajo-Czerkiesji, zm. 8 lipca 1995) – radziecki wojskowy narodowości karaczajewskiej, sierżant, uhonorowany pośmiertnie tytułem Bohatera Federacji Rosyjskiej (1995).

## Życiorys
Był Karaczajem. We wrześniu 1941 został powołany do Armii Czerwonej, skończył kursy obsługi karabinów maszynowych w mieście Prochładnyj, od lutego 1942 pracował w fabryce zbrojeniowej w Penzie, w październiku 1942 na własną prośbę został skierowany na front, przechodząc wcześniej kursy snajperskie. Walczył na Froncie Centralnym, Briańskim i 1 Ukraińskim, był ciężko ranny, po wyjściu ze szpitala wrócił na front wiosną 1943. Był m.in. celowniczym rusznicy przeciwpancernej i potem dowódcą oddziału zwiadowczego 310 pułku piechoty 8 Dywizji Piechoty. Walczył m.in. w bitwie pod Kurskiem, później brał udział w zajmowaniu terytorium Ukrainy i Polski oraz w operacji berlińskiej. Ponownie został ranny. W 1946 został zdemobilizowany w stopniu sierżanta, po czym wyjechał do Kirgistanu, dokąd została wcześniej deportowana jego rodzina. Wrócił w rodzinne strony w 1957, pracował w sowchozie.

## Odznaczenia
- Bohater Federacji Rosyjskiej (pośmiertnie, 7 września 1995)
- Order Wojny Ojczyźnianej II klasy
- Order Sławy II klasy
- Order Sławy III klasy
- Medal „Za zasługi bojowe”
- Medal „Za odwagę”

I inne.